# Delay 1968
Delay 1968, или Delay (версия, выпущенная на SACD) — сборник ранних работ Can, созданных при сотрудничестве с Малькольмом Муни, а также, некоторые их наиболее ранние произведения. Издан в 1981 году.

## Об альбоме
По словам Хольгера Шукая, Delay 1968 должен был стать первым альбомом группы, названием которого было Prepared to Meet thy PNOOM («Pnoom» было названием первого 27-секундного трека с этого альбома, который представлял из себя инструментальное произведение на саксофоне, записанное как часть их серии этнологических фальсификаций (англ. Ethnological Forgery Series)). Когда звукозаписывающие компании отказались выпускать этот материал, Can вознамерились записать работу, доступную для более широкой аудитории, которая и стала их дебютным альбомом, выпущенным в 1969 году под названием Monster Movie. На протяжении нескольких лет, Delay 1968, отчасти, распространялся в виде бутлега Unopened, который включал в себя записи, сделанные во время сессий, ставших основой для их последующих альбомов.
Группа Radiohead сыграла на своём живом выступлении песню «Thief» с этого альбома.

## Список композиций
Все песни написаны группой Can
| №                   | Название                   | Длительность |
| ------------------- | -------------------------- | ------------ |
| 1.                  | «Butterfly»                | 8:20         |
| 2.                  | «Pnoom»                    | 0:26         |
| 3.                  | «Nineteen Century Man»     | 4:26         |
| 4.                  | «Thief»                    | 5:03         |
| 5.                  | «Man Named Joe»            | 3:54         |
| 6.                  | «Uphill»                   | 6:41         |
| 7.                  | «Little Star of Bethlehem» | 7:09         |
| Общая длительность: | Общая длительность:        | 35:48        |

## Участники записи
- Малкольм Муни — вокал
- Михаэль Кароли — гитара
- Ирмин Шмидт — клавишные
- Хольгер Шукай — бас-гитара
- Яки Либецайт — барабаны, перкуссия